# نادي باتشكا توبولا
نادي باتشكا توبولا ((بالصربية: Фудбалски клуб ТСЦ)‏, (بالمجرية: Topolyai Sport Club)‏), المعروف باسم تي اس سي ، هو نادي صربي محترف لكرة القدم مقره في باتشكا توبولا وحاليا ثاني أقدم نادي كرة قدم في الدوري الصربي الممتاز.

## روابط خارجية
- الموقع الرسمي
- TSC في الأندية لكرة القدم
- TSC لدى سربيجاسبورت